# Amphibienbiotope Hohenbüchen
Die Amphibienbiotope Hohenbüchen sind ein Naturschutzgebiet in der niedersächsischen Einheitsgemeinde Delligsen im Landkreis Holzminden.
Das Naturschutzgebiet mit dem Kennzeichen NSG HA 106 ist 6,4 Hektar groß. Es steht seit dem 31. Juli 1986 unter Naturschutz. Zuständige untere Naturschutzbehörde ist der Landkreis Holzminden.
Das Gebiet liegt südlich von Hohenbüchen in einem Tonabbaugebiet und stellt eine ehemalige Tongrube unter Schutz. Diese hat sich zusammen mit einer zu einem Amphibienbiotop umgewandelten ehemaligen Ackerfläche östlich der ehemaligen Tongrube zu einem Sekundärbiotop entwickelt.
Die ehemalige Tongrube wird von einem kleinräumig wechselnden Mosaik unterschiedlicher Biotope charakterisiert. So sind hier zum Teil trockenfallende Kleingewässer, anmoorige Flächen mit Bruchwaldcharakter, kleine, naturnahe Laubwaldbestände, vegetationsfreie Flächen und eine Abbruchböschung zu finden. 
Das angelegte Amphibienbiotop östlich der ehemaligen Tongrube wird von flachen, besonnten Tümpeln und niedrigen Vegetationsstrukturen bzw. vegetationsfreien Flächen geprägt. Hier kommt u. a. die Gelbbauchunke in einer kleinen Population vor. Um der zunehmenden Verbuschung des Geländes entgegenzuwirken, wird ein großer Teil des angelegten Amphibienbiotops mit Gallowayrindern beweidet.